# Élections fédérales australiennes de 2013
Des élections fédérales se tiennent le 7 septembre 2013 en Australie afin d'élire les 150 sièges de la Chambre des représentants et 40 des 76 sièges du Sénat. Ces élections initient la 44e législature du Parlement d'Australie.
Depuis les élections de 2010, le Parti travailliste de la Première ministre Julia Gillard dirigeait un gouvernement minoritaire. Le 26 juin 2013, Gillard est destituée par les députés travaillistes au profit de l'ancien Premier ministre Kevin Rudd. Celui-ci convoque des élections pour le samedi 7 septembre au lieu du 14 septembre initialement prévu par Gillard,. Elles sont remportées par la coalition libérale-nationale de Tony Abbott.

## Contexte
Les précédents élections en 2010 avaient produit un parlement minoritaire pour la première fois depuis 1940 ; Julia Gillard, Première ministre travailliste sortante, avait conservé le pouvoir grâce à l'appui du seul député vert à la Chambre des représentants, et de trois élus sans étiquette.
Le 26 juin 2013, les députés travaillistes à la Chambre des représentants choisissent, par 57 voix contre 45, de ne plus accorder leur confiance à Julia Gillard comme chef du parti, et d'en confier la direction à Kevin Rudd. En accord avec les conventions du système de Westminster, Gillard démissionne et conseille à la gouverneure générale Quentin Bryce de nommer Rudd à la tête du gouvernement. Ce changement intervient alors que les sondages prédisent une défaite catastrophique pour les travaillistes aux élections prévues en septembre si Gillard demeure à la tête du parti. Rudd est nommé Premier ministre le lendemain.

## Mode de scrutin
La Chambre des représentants se compose de 150 députés élus chacun dans une circonscription selon le principe du vote alternatif. L'ensemble des sièges est renouvelé au plus tard tous les trois ans.
Le Sénat compte 76 membres : douze par État et deux par territoire. La moitié des sièges de chaque État et tous les sièges des territoires sont renouvelés selon le système du vote unique transférable. Les sénateurs des territoires ont le même mandat que la Chambre des représentants alors que ceux des États sont élus pour six ans et ne commenceront leur mandat que le 1er juillet 2014.
Le vote est obligatoire en Australie depuis 1925.

## Principaux partis et candidats
| Parti | Parti | Leader | Leader                                      | Élu(e) de                        | Idéologie                  | Résultat en 2010        |
| ----- | --- | ------ | ------------------------------------------- | -------------------------------- | -------------------------- | ----------------------- |
|       | Parti travailliste australien Australian Labor Party                                                                                                |        | Kevin Rudd Premier ministre                 | Griffith Queensland              | Social-démocratie          | 71 députés 15 sénateurs |
|       | Coalition libérale-nationale Coalition Parti libéral australien Parti national d'Australie Parti rural libéral Parti libéral national du Queensland |        | Tony Abbott Chef de l'Opposition officielle | Warringah Nouvelle-Galles du Sud | Libéralisme, conservatisme | 72 députés 18 sénateurs |
|       | Verts australiens Australian Greens |        | Christine Milne                             | Tasmanie (au Sénat)              | Écologie politique         | 1 député 6 sénateurs    |

Près d'une cinquantaine de partis politiques présentent des candidats dans au moins une circonscription. Outre les trois principaux, les partis relativement importants incluent le Parti démocrate australien (social-libéral), le Parti travailliste démocrate (conservateur) et le Parti australien de Katter (conservateur et protectionniste), fondé par le député jusque-là sans étiquette Bob Katter. Le Parti WikiLeaks, nouvellement créé, présente sept candidats aux élections sénatoriales, et fait campagne sur les questions de la liberté de la presse, du changement climatique, du droit des demandeurs d'asiles, et de la transparence gouvernementale. Parmi ses candidats, Julian Assange, fondateur du mouvement WikiLeaks, réfugié depuis un an à l'ambassade de l'Équateur à Londres.
Par ailleurs, le tout nouveau Parti uni de Palmer (Palmer United Party ; droite), fondé par « l'excentrique milliardaire » et « magnat du secteur minier » Clive Palmer, attire une certaine attention. Promettant « la paix dans le monde », « la construction du plus grand parc consacré aux dinosaures », mais aussi davantage de dépenses en faveur de l'éducation, de la santé et des retraites (tout en affirmant que la question de savoir comment son programme peut être financé ne l'« intéresse » pas), il atteint 8 % d'intentions de vote dans les sondages début septembre, semblant rivaliser avec les Verts pour le statut de troisième parti du pays.

## Campagne
La campagne se remarque par sa longueur (l'élection est annoncée huit mois auparavant, un fait sans précédent), et par l'impopularité des deux principaux candidats, y compris parmi nombre de partisans de leurs partis respectifs, ce qui constitue une « nouveauté » dans l'histoire politique australienne. Julia Gillard est contestée pour avoir évincé du pouvoir son prédécesseur Kevin Rudd, et fortement critiquée par la droite en raison de la taxe carbone que son gouvernement a introduit. Tony Abbott, pour sa part, bien plus conservateur que « la plupart des membres de son parti », est « profondément impopulaire », avec un taux d'opinion favorable de seulement 34 % auprès du public début 2013. Le journal The Age décrit une campagne entre « deux des dirigeants politiques les moins aimés [du pays], et envers lesquels [les Australiens] éprouvent le moins de confiance ».
Fin juin, The Age, dans un éditorial, appelle Julia Gillard à démissionner en amont des élections. Tout en saluant les réformes qu'elle a entreprises, le journal affirme qu'elle « n'a pas su extraire le parti d'une position politique désespérément difficile ». Seul le retour de Kevin Rudd à la tête du Parti travailliste permettrait à ses yeux d'éviter un triomphe des Libéraux aux élections, et la réduction des Travaillistes au rôle d'une opposition parlementaire fortement affaiblie en sièges. L'électorat n'écoute plus Julia Gillard, estime The Age, alors que le Parti travailliste a besoin d'être écouté pour revitaliser le débat politique et contrer les propositions de Tony Abbott, jugées contestables ou inapplicables.
Quelques jours plus tard, ce sont les députés travaillistes qui contraignent Julia Gillard à la démission, en élisant Kevin Rudd à la tête du parti. Gillard annonce alors son retrait de la politique : elle conservera son siège de députée jusqu'aux élections, mais quittera ensuite le Parlement.
Rudd entreprend des réformes dans les domaines qui avaient affaibli Gillard et fait la force de l'opposition. Le 16 juillet, il annonce pour 2014 une réduction de 75 % de la taxe carbone instituée par Gillard. Le 19 juillet, Rudd et son homologue papou-néo-guinéen Peter O'Neill annoncent que désormais tout demandeur d'asile arrivant en Australie par bateau clandestin serait expédié dans le camp de détention de l'île Manus, où sa demande serait examinée par les autorités papou-néo-guinéennes. Les clandestins étant de « vrais réfugiés » obtiendraient l'autorisation de rester en Papouasie-Nouvelle-Guinée, mais non pas en Australie. Pour la première fois, les autorités australiennes annoncent ainsi qu'aucun clandestin, quelle que soit sa situation, ne pourra s'installer en Australie. Kevin Rudd précise que cet interdit a une visée humanitaire, afin d'éviter les noyades en haute mer des clandestins. En contrepartie, l'Australie accroît l'aide au développement qu'elle fournit à la Papouasie-Nouvelle-Guinée, notamment dans les secteurs de la santé et de l'éducation. Les Verts dénoncent cet accord. Ils proposent que les demandes d'asile politique de clandestins arrivés en Australie soient traitées en Australie même, et que l'Australie aide l'Indonésie et la Malaisie à traiter plus rapidement les dossiers des clandestins arrivés dans ces deux pays, afin qu'ils soient moins tentés de prendre la mer vers l'Australie dans des embarcations de fortune.
Le 11 août, les deux principaux candidats s'affrontent lors d'un débat télévisé, qui porte principalement sur des questions économiques. Kevin Rudd critique son opposant pour n'avoir pas encore annoncé comment il comptait financer ses promesses de campagne. Les deux hommes maintiennent leur position commune de refuser l'accès à l'Australie aux demandeurs d'asile arrivés par bateau. Rudd souligne l'importance de la lutte contre le changement climatique, tandis que Tony Abbott réitère son intention d'abolir la taxe carbone, afin de favoriser la compétitivité des entreprises concernées. Rudd promet la légalisation du mariage homosexuel, auquel Abbott demeure opposé.

### Médias
Pour la première fois depuis 1996, la quasi-totalité des médias australiens apportent leur soutien à la coalition dirigée par les libéraux de Tony Abbott. Sur les douze hebdomadaires les plus importants du parti, onze (dont notamment The Daily Telegraph, The Canberra Sun, The Herald Sun...) soutiennent la coalition et un seul (The Age) soutient les travaillistes dirigés par le Premier ministre Kevin Rudd. Les cinq plus grands hebdomadaires du pays, tels que The Sunday Age et The Sunday Telegraph, appellent également à voter pour la coalition. Ces derniers se font très critiques sur ces six ans de travaillisme, le tabloïd The Daily Telegraph publiant notamment en première page un appel aux électeurs à « botter dehors » le gouvernement Rudd.

### Sondages
En janvier, au moment où la date de l'élection est annoncée, les sondages indiquent que 51 % des Australiens voteraient, à ce moment-là, pour l'opposition, et 49 % pour la majorité sortante. Entre les deux principaux candidats au poste de Premier ministre, 45 % des Australiens préféreraient Julia Gillard, et 33 % Tony Abbott, mais les deux sont impopulaires.
À cent jours de l'élection, les sondages prédisent une défaite catastrophique pour les travaillistes, qui pourraient perdre plus de la moitié de leurs sièges. Les analystes considèrent la victoire de Tony Abbott comme acquise, malgré l'impopularité continue de ce dernier.
Fin juin, juste avant la dissolution du Parlement, un sondage indique 29 % d'intentions de votes pour les travaillistes, 48 % pour la coalition et 9 % pour les verts. Entre les deux principaux candidats, 33 % des sondés préféraient que Julia Gillard demeure Première ministre, tandis que 45 % préféraient Tony Abbott (une inversion exacte des chiffres de janvier).
Le 11 juillet, Kevin Rudd ayant pris la tête du Parti travailliste, plusieurs sondages placent les intentions de vote pour les travaillistes et pour la coalition à égalité. Fin juillet, 55 % des sondés indiquent qu'ils préféreraient Kevin Rudd plutôt que Tony Abbott comme Premier ministre ; 41 % indiquent l'inverse.

## Résultats

### Chambre des représentants
| Parti                             | Parti                                | Parti                         | Voix       | %     | Changement | Sièges | Changement |
| --------------------------------- | ------------------------------------ | ----------------------------- | ---------- | ----- | ---------- | ------ | ---------- |
|                                   | Parti travailliste australien        | Parti travailliste australien | 4 311 365  | 33,38 | −4,61      | 55     | −17        |
|                                   | Coalition                            |                               |            |       |            |        |            |
|                                   | Parti libéral australien             | 4 134 865                     | 32.02      | +1,56 | 58         | +14    |            |
|                                   | Parti libéral national du Queensland | 1 152 217                     | 8,92       | −0,20 | 22         | +1     |            |
|                                   | Parti national d'Australie           | 554 268                       | 4,29       | +0,56 | 9          | +2     |            |
|                                   | Parti rural libéral                  | 41 468                        | 0,32       | +0,01 | 1          | 0      |            |
|                                   | Verts australiens                    | Verts australiens             | 1 116 918  | 8,65  | −3,11      | 1      | 0          |
|                                   | Parti unifié de Palmer               | Parti unifié de Palmer        | 709 035    | 5,49  | +5,49      | 1      | +1         |
|                                   | Parti australien de Katter           | Parti australien de Katter    | 134 226    | 1,04  | +0,73      | 1      | +1         |
|                                   | Indépendants                         | Indépendants                  | 177 217    | 1,37  | −0,84      | 2      | −2         |
|                                   | Autres                               | Autres                        | 583 348    | 4,41  |            | 0      | 0          |
|                                   | Total                                | Total                         | 12 914 927 |       |            | 150    |            |
| Après répartition des préférences |                                      |                               |            |       |            |        |            |
|                                   | Coalition libérale-nationale         | Coalition libérale-nationale  | 6 908 710  | 53,49 | +3,61      | 90     | +18        |
|                                   | Parti travailliste australien        | Parti travailliste australien | 6 006 217  | 46,51 | −3,61      | 55     | −17        |

### Sénat
| Parti | Parti                                | Parti                                | Voix       | %     | Changement | Sièges | Changement |
| ----- | ------------------------------------ | ------------------------------------ | ---------- | ----- | ---------- | ------ | ---------- |
|       | Coalition Libéral/National           | Coalition Libéral/National           | 5 057 218  | 37,70 | +0,59      | 33     | -1         |
|       | Parti travailliste australien        | Parti travailliste australien        | 4 038 591  | 30,11 | −5,02      | 25     | −6         |
|       | Verts australiens                    | Verts australiens                    | 1 159 588  | 8,65  | −4,46      | 10     | +1         |
|       | Parti unifié de Palmer               | Parti unifié de Palmer               | 658 976    | 4,91  | +4,91      | 2      | +2         |
|       | Parti démocrate libéral              | Parti démocrate libéral              | 523 831    | 3,91  | +2,10      | 1      | +1         |
|       | Nick Xenophon                        | Nick Xenophon                        | 258 376    | 1,93  | +1,93      | 1      | 0          |
|       | Parti Famille d'abord                | Parti Famille d'abord                | 149 306    | 1,11  | −0,99      | 1      | +1         |
|       | Parti travailliste démocrate         | Parti travailliste démocrate         | 112 549    | 0,84  | −0,22      | 1      | 0          |
|       | Australian Motoring Enthusiast Party | Australian Motoring Enthusiast Party | 67 560     | 0,50  | +0,50      | 1      | +1         |
|       | Parti australien des sports          | Parti australien des sports          | 2997       | 0,02  | −0,02      | 1      | +1         |
|       | Autres                               | Autres                               | 1 384 027  | 10,32 | +1,82      | 0      | 0          |
|       | Total                                | Total                                | 13 413 019 |       |            | 76     |            |